# 시드니 인 러브
"시드니 인 러브"는 한국에서 제작된 창감독 감독의 2009년 멜로/로맨스 영화이다. 최정원 등이 주연으로 출연하였고 조한주 등이 제작에 참여하였다.

## 출연

### 주연
- 최정원
- 백성현